# اختیارات شاهنامه
اختیارات شاهنامه نام کتابی است که به دست علی بن احمد قاینی‌ در قرن پنجم هجری نوشته شده است. نسخه خطی این کتاب با نام اختیارات شهنامه در کتابخانه گوتا در آلمان به شماره ۴۸ موجود است و فیلم آن با شماره ۷۸۸ در کتابخانه مرکزی دانشگاه تهران نگهداری می‌شود

## پس‌زمینه کتاب
کتاب به نام سلطان ملکشاه یکم گردآوری‌شده و مقدمه و موخره منظوم بر آن افزوده شده است. نسخه مذکور در قرن نهم هجری برای پادشاه عثمانی سلطان محمد فاتح تحریر شده است. پاول هرن خاورشناس برجسته نخستین کسی است که از این دست‌نویس ارزشمند یاد کرده و در سال ۱۸۹۷ میلادی از آن در تصحیح لغت فرس اسدی سود جسته است (هرن، ص سیزده). اختیارات شهنامه سال‌ها پس از هرن در ایران مورد توجه برخی از شاهنامه‌شناسان قرار گرفت و چند بار درباره آن اظهار نظرهایی صورت گرفت که بعضاً مغایر یکدیگر بود و اخیراً در سال ۱۳۷۹ خورشیدی به کوشش مصطفی جیحونی و محمد فشارکی و به سرمایه مرکز خراسان‌شناسی آستان قدس رضوی به چاپ رسید.

## درونمایه کتاب
از مندرجات این نسخه خطی چنین بر می‌آید که در سال ۳۷۳ هجری علی بن احمد منتخبی از شاهنامه فردوسی را در سیزده باب در آورده است. فهرستی از این باب‌ها به این شکل هستند: توحید، ستایش خرد و آفرینش عالم، ستایش پیامبر (ص) و اهل بیت (ع)، مدح ملوک، غزل و وصف خوبان، وصف بزم و بهار، وصف شب و روز، امثال و حکمت، وصف جنگ، نکوهش جهان، پند و موعظه، وصف پیری، وصف مرگ.